# Isidoro Fernández Flórez
Isidoro Fernández Flórez, född 1840 i Madrid, död där den 7 april 1902, var en spansk skriftställare och journalist.
Fernández Flórez uppsatte 1867 tidningen El imparcial, där han genom sina Los lunes del imparcial och Cartas á mi tio introducerade litteraturen i dagspressen. Senare uppsatte Fernández Flórez även El liberal, den första spanska tidningen med fullt modern prägel och på samma gång ett ansett litterärt organ, där han med sina veckorevyer Entrepáginas del liberal gav en ny, elegant och värdefull form åt denna genre. Under Amadeos regering (1870–1873) beklädde Fernández Flórez platsen som guvernör i Guipuzcoa; efter återkomsten till Madrid ägnade han sig helt åt författarskap. 
Av hans arbeten, somliga utgivna under pseudonymen Fernanflor, kan nämnas Cuentos rapidos, Autores dramaticos contemporarios (1882), La escalera, Final del acto, Sorelita med flera, i novellform skarpt gisslande aristokrati och medelklass samt av kritik och publik uppburna sedemålningar och folklivsbilder, som La nochebuena de Periquin, La salsa de los caracoles med flera. Värdefulla kritiska studier över Tamayo och Zorrilla var det som närmast föranledde Fernández Florez inval i Spanska akademien 1898, där han tog inträde med ett tal över La literatura en el periodismo.